# Beutelius
Beutelius (лат.) — род жуков из семейства Ommatidae. Известен из Австралии. Этот род — один из трёх, включающих не вымершие виды в своем семействе (другие два Tetraphalerus и Omma). В настоящее время род включает четыре вида жуков, три из которых были перенесены из Omma. Он отличается от Omma наличием уплощенных ребристых чешуек, покрывающих большинство областей.

## Виды
- Beutelius mastersi (MacLeay, 1871)
- Beutelius reidi Escalona et al, 2020
- Beutelius rutherfordi (Lawrence, 1999) (см. на илл. ниже)
- Beutelius sagitta (Neboiss, 1989)

|  |